# Los Angeles Sparks 2016
La stagione 2016 delle Los Angeles Sparks fu la 20ª nella WNBA per la franchigia.
Le Los Angeles Sparks arrivarono seconde nella Western Conference con un record di 26-8. Nei play-off vinsero la semifinale con le Chicago Sky (3-1), vincendo poi il titolo WNBA battendo nella finale le Minnesota Lynx (3-2).

## Roster
| N° | Naz.                   | Ruolo | Sportivo           | Anno | Alt. | Peso |
| -- | ---------------------- | ----- | ------------------ | ---- | ---- | ---- |
| 0  | Stati Uniti (bandiera) | GA    | Alana Beard        | 1982 | 180  | 73   |
| 3  | Stati Uniti (bandiera) | AC    | Candace Parker     | 1986 | 193  | 79   |
| 7  | Francia (bandiera)     | AC    | Sandrine Gruda     | 1987 | 193  | 84   |
| 10 | Russia (bandiera)      | A     | Evgenija Beljakova | 1986 | 183  | 68   |
| 12 | Stati Uniti (bandiera) | G     | Chelsea Gray       | 1992 | 180  | 77   |
| 17 | Stati Uniti (bandiera) | GA    | Essence Carson     | 1986 | 183  | 74   |
| 20 | Slovacchia (bandiera)  | G     | Kristi Toliver     | 1987 | 170  | 59   |
| 21 | Belgio (bandiera)      | C     | Ann Wauters        | 1980 | 193  | 88   |
| 23 | Serbia (bandiera)      | G     | Ana Dabović        | 1989 | 183  | 73   |
| 28 | Montenegro (bandiera)  | A     | Jelena Dubljević   | 1987 | 191  | 81   |
| 30 | Stati Uniti (bandiera) | A     | Nneka Ogwumike     | 1990 | 188  | 79   |
| 35 | Stati Uniti (bandiera) | G     | Whitney Knight     | 1993 | 191  | 71   |
| 42 | Stati Uniti (bandiera) | C     | Jantel Lavender    | 1988 | 193  | 84   |

## Staff tecnico
- Allenatore: Brian Agler
- Vice-allenatori: Tonya Edwards, Amber Stocks
- Preparatore atletico: Courtney Watson
- Preparatore fisico: Kelly Dormandy